# 保罗-海因茨·韦尔曼
保罗-海因茨·韦尔曼（德語：Paul-Heinz Wellmann，1952年3月31日—），德国男子田径运动员。他曾代表西德参加1972年和1976年夏季奥林匹克运动会田径比赛，其中1976年奥运会获得一枚铜牌。